# S'more
S'more là một loại bánh kẹo bao gồm marshmallow và sô-cô-la nướng kẹp giữa hai miếng bánh quy giòn Graham. S'more rất phổ biến ở Hoa Kỳ và Canada, được nấu theo cách truyền thống trên lửa trại.

## Từ nguyên và nguồn gốc xuất xứ
S'more là một cách nói ríu của cụm từ "some more". Một công thức S'more xuất hiện trong sách dạy nấu ăn Campfire Marshmallows vào đầu những năm 1920, nơi nó được gọi là "Graham Cracker Sandwich". Văn bản chỉ ra rằng món ăn này đã phổ biến với cả Hội Nam Hướng đạo và Hội Nữ Hướng đạo. Năm 1927, một công thức cho "Some More" đã được xuất bản trong Tramping and Trailing with the Girl Scouts. Các công thức nấu ăn trên báo bắt đầu xuất hiện vào đầu năm 1925.
Thuật ngữ hợp đồng "s'mores" xuất hiện cùng với công thức trong một ấn phẩm năm 1938 nhằm vào các trại hè. Một công thức năm 1956 sử dụng tên "S'Mores" và liệt kê các thành phần là "một chiếc bánh sandwich gồm hai bánh quy giòn graham, kẹo dẻo nướng và ½ thanh sô-cô-la". Cuốn sách dạy nấu ăn Betty Crocker năm 1957 chứa một công thức tương tự với tên "s'mores".
Ấn phẩm Intramural and Recreational Sports for High School and College năm 1958 đề cập đến "bánh mì nướng marshmallow" và "đi bộ đường dài" cũng như ấn phẩm tiền nhiệm có liên quan tới nó, Intramural and Recreational Sports for Men and Women, xuất bản năm 1949.

## Chuẩn bị
Theo truyền thống, S'more được nấu trên lửa trại, mặc dù chúng cũng có thể được làm tại nhà trên ngọn lửa của lò sưởi đốt củi, trong lò nướng, trên ngọn lửa của bếp lò, trong lò vi sóng, với bộ dụng cụ làm s'mores, hoặc trong máy ép panini. Marshmallow thường được giữ bằng xiên kim loại hoặc gỗ, được đun trên lửa cho đến khi có màu vàng nâu. Theo truyền thống, marshmallow dẻo nhưng không bị cháy, tuy nhiên, tùy thuộc vào sở thích của từng người và thời gian nấu, marshmallow có thể từ hơi ấm đến cháy thành than. Marshmallow nướng sau đó được kẹp giữa hai nửa chiếc bánh quy giòn graham và một miếng sô cô la (hoặc có sô cô la ở cả mặt trên và mặt dưới), giữa những chiếc bánh quy giòn Graham. Có thể thực hiện thêm một bước bổ sung, trong đó toàn bộ bánh sandwich được bọc trong giấy bạc và đun nóng để sô cô la tan chảy một phần.
Các biến thể khác nhau có chứa bánh quy giòn Graham, sô-cô-la và kẹo dẻo thường được bán dưới dạng một số dẫn xuất của bánh s'more, nhưng chúng không nhất thiết phải được làm nóng hoặc phục vụ theo hình dạng giống như bánh s'more truyền thống. Thanh Hershey's S'mores là một ví dụ. Kellogg's Pop-Tarts cũng có nhiều loại s'mores. Ở Vương quốc Anh, thiếu bánh quy giòn Graham có thể dễ dàng ứng biến với bánh quy hỗ trợ tiêu hóa với một thanh sô cô la Cadbury. Thuốc tiêu hóa sô-cô-la có lợi thế lớn khi thiếu một miếng sô cô la. Các công thức nấu ăn hiện đại có thể thay thế các loại thực phẩm khác, chẳng hạn như khoai tây chiên, Nutella và Peeps, cho các nguyên liệu cổ điển.

## Hình ảnh

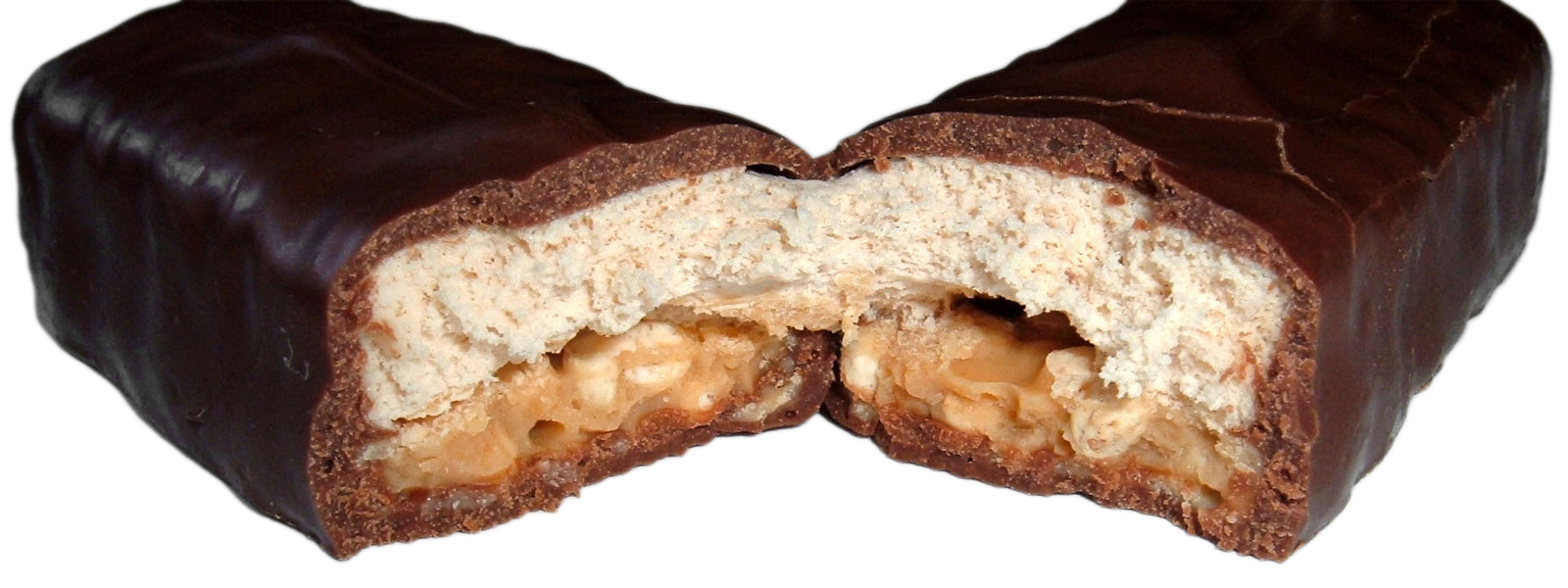
S'more của Hershey
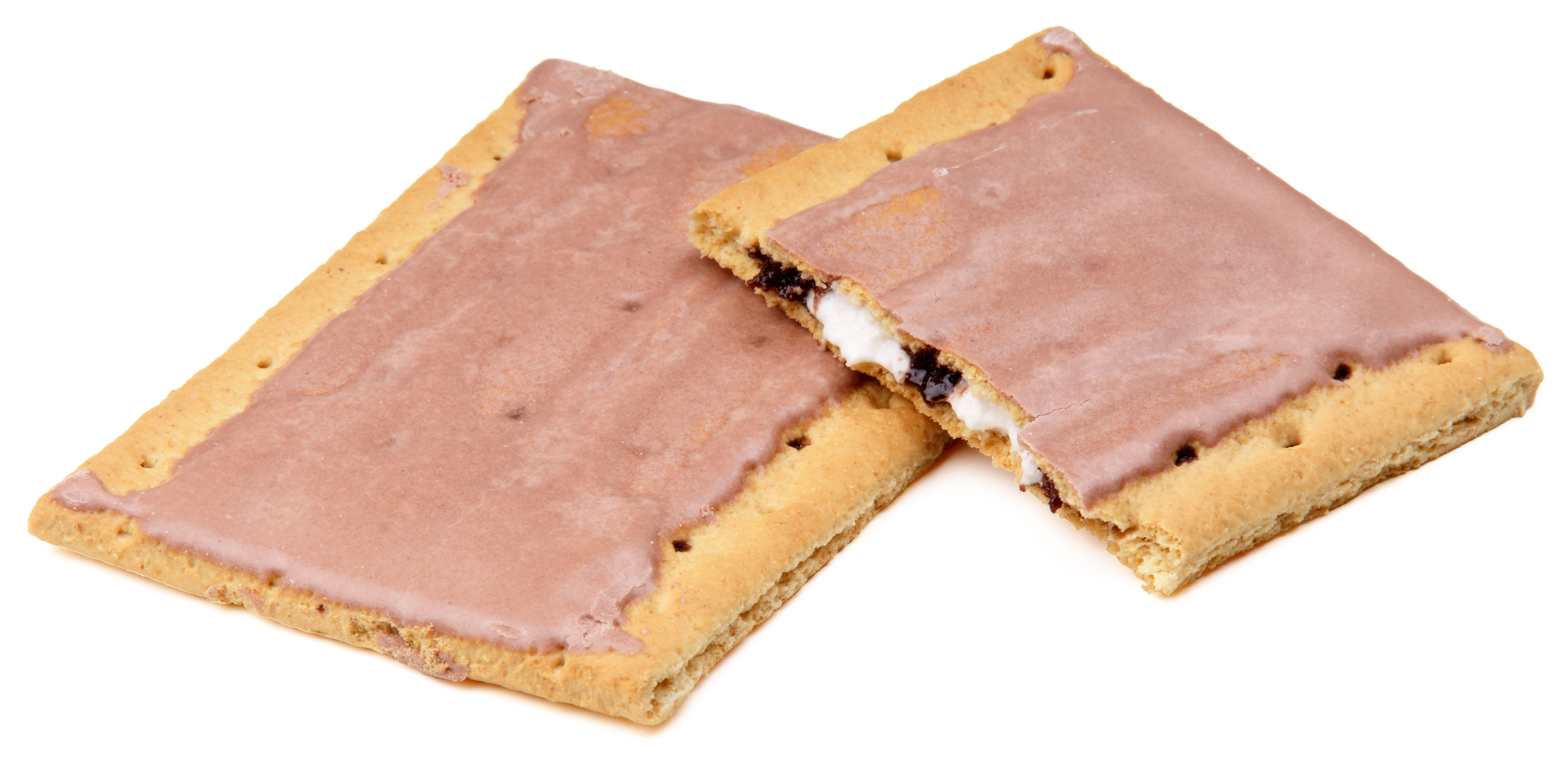
S'mores Pop-Tarts
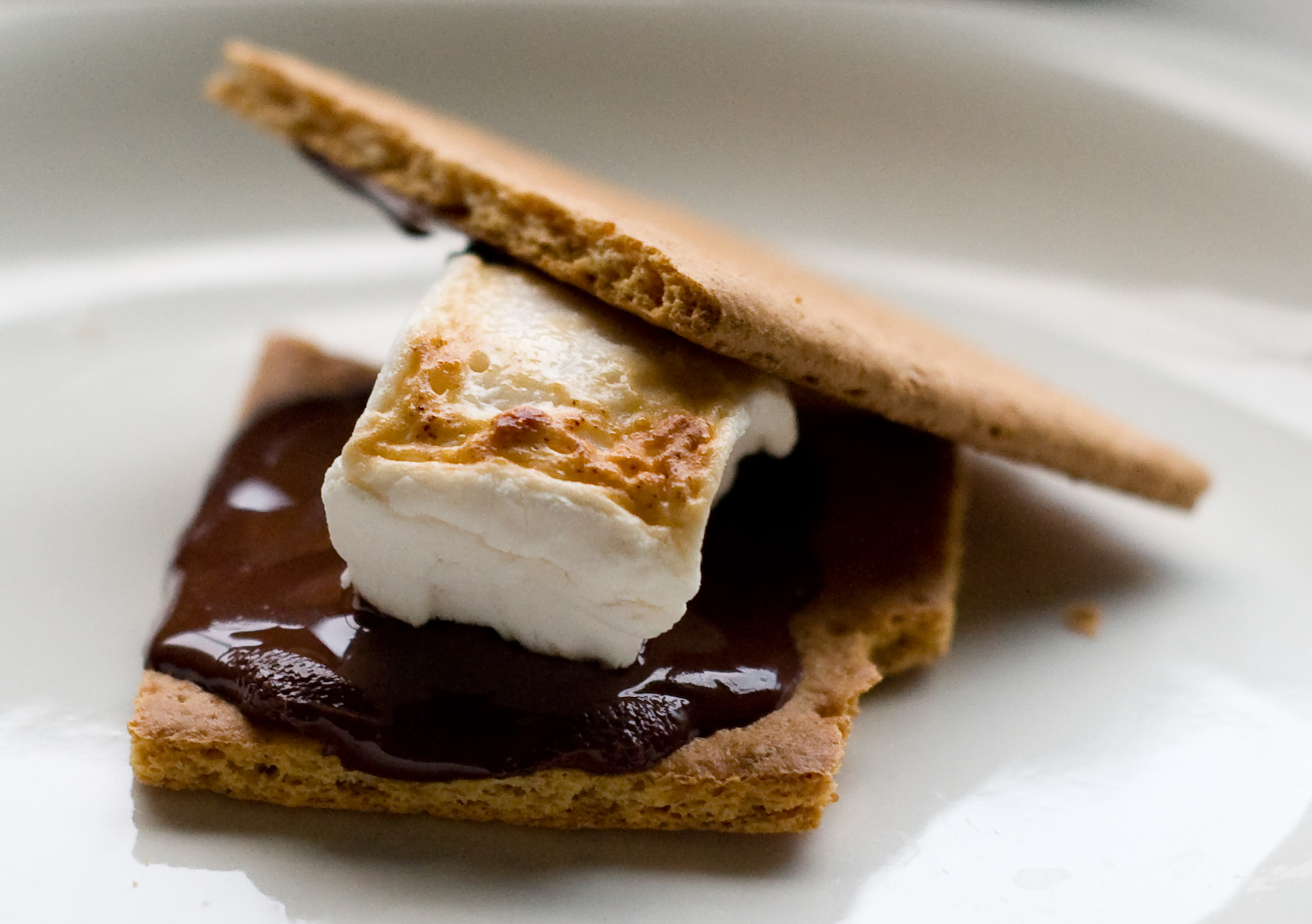
Một chiếc s'more tự làm tại nhà